# Харамията
Харамията, наричан и Църната скала, е връх в Северозападна Рила, достигащ 2465 метра. Намира се в Дамгския (Вазовския) дял на планината, в началото на хребета, който се спуска на североизток от седловината Раздела и е част от главния балкански вододел, разделяйки тук басейните на реките Черни Искър и Джерман.
Издига се над Седемте рилски езера, в източната част на циркуса. Оглежда се в езерото Трилистника, а страховитата му западната стена се спуска до езерото Близнака.
Харамията е типичен пример за алпийски връх карлинг, формиран от екзарационната дейност на няколко съседни циркусни ледници – тук те са били разположени от двете страни на хребета, в сегашните циркуси на Седемте езера и Чанакгьолските езера. Каменист и остър връх със стръмни склонове, които от изток и североизток са покрити с клек.
Най-близко разположената хижа е „Седемте езера“. От североизток и изток върхът е сравнително лесно достъпен за туристите – откъм хижата по билото на вододелния хребет или откъм Чанакгьол по източния склон. Отсечката от седловината Раздела до върха по билото на хребета е непроходима.
Върхът е подходящ за спортно и алпийско катерене. По северозападната 150-метрова стена на върха, която се издига над езерото Близнака, са прокарани няколко алпийски маршрута.

## Преименуване
На 01.02.1989 г. с писмо на Държавния съвет №05-06-01 Харамията е преименуван на Хайдута. Преименуването на върха е недействително, тъй като според указ №1315 от 09.07.1975 г. (ДВ 55/18.07.1975 г.) обекти от национално значение (върхове и др.) се преименуват от Държавния съвет, а решението за това трябва да се обнародва в Държавен вестник.

## Галерия
- Изглед над езерото Близнака
- Поглед надолу от върха